# Tympanogaster parallela
Tympanogaster parallela är en skalbaggsart som beskrevs av Perkins 2006. Tympanogaster parallela ingår i släktet Tympanogaster och familjen vattenbrynsbaggar. Inga underarter finns listade i Catalogue of Life.